# Tuổi Trẻ Cười
Tuổi Trẻ Cười (viết tắt: TTC), phụ san của báo Tuổi Trẻ TP.HCM, là tờ báo biếm họa, châm biếm những tệ nạn xã hội nhằm tạo ra tiếng cười cùng với việc tuyên dương hoặc lên án các nhân vật hoặc sự kiện nổi tiếng tại Việt Nam. Báo ra mắt số đầu tiên vào ngày 1 tháng 1 năm 1984, với số lượng phát hành ban đầu khoảng 50.000 nhưng sau đó nhanh chóng tăng đến 250.000 tờ vào cuối năm đó. Hiện báo phát hành 2 kỳ mỗi tháng vào ngày 1 và 15.

## Hình thành
Khi tuần báo Tuổi Trẻ Chủ Nhật ra đời được một thời gian, lãnh đạo TP.HCM lúc ấy gồm các ông Võ Văn Kiệt, Nguyễn Văn Linh đã gợi ý Ban biên tập báo Tuổi Trẻ nên ra thêm tờ báo trào phúng châm biếm để chống những tiêu cực trong xã hội. Dù rất hào hứng với ý kiến này, Ban biên tập vẫn thấy lo lắng vì chưa ai có kinh nghiệm về loại báo này; hơn nữa, lần đầu tiên sau năm 1975, thể loại báo châm biếm trào phúng xuất hiện trở lại trong nền báo chí Việt Nam.
Vừa xin được giấy phép tờ Tuổi Trẻ Cười, tháng 11 năm 1983, một nhóm nhà báo và cộng tác viên lão thành được mời họp tại số 12 Duy Tân - tòa soạn cũ của báo Tuổi Trẻ - để bàn về nội dung của tờ báo Tuổi Trẻ Cười chuẩn bị được xuất bản.
Sau khi hoàn tất khâu biên tập bài vở, sắp xếp các trang mục, số báo đầu tiên của Tuổi Trẻ Cười ra mắt đầu năm 1984, ngay lập tức đã nhận được những tín hiệu tích cực của bạn đọc. Nhiều bạn đọc tìm đến tòa soạn để góp ý, góp bài, tranh biếm... cung cấp đề tài, phản ánh những tiêu cực trong xã hội.

## Lịch sử
Ngày 1 tháng 1 năm 1984, số đầu tiên của báo Tuổi Trẻ Cười ra mắt bạn đọc, là tờ báo trào phúng duy nhất của Việt Nam lúc đó. Báo in 30.000 bản, 16 trang khổ nhỏ (20x28 cm). Đến năm 1987, tờ báo đổi sang khổ lớn (30x41 cm) và trở lại khổ nhỏ (như đã sử dụng ở giai đoạn 1984–1986) vào năm 1989.
Tháng 4 năm 1990, báo in màu 4 trang bìa và đến tháng 6 năm 1995 số lượng trang báo tăng lên 24 và sau đó là 28 trang vào tháng 4 năm 1996 (có 2 trang ruột in 4 màu). Đến tháng 7 cùng năm số trang ruột in màu tăng lên 4. Tháng 4 năm 1997, báo tăng lên 36 trang, với 8 trang ruột in 4 màu. Tháng 3 năm 1999, toàn bộ tờ báo được in 4 màu.
Vào ngày 1 tháng 11 năm 2002, Tuổi trẻ Cười tăng lên 2 kỳ/tháng, chính thức trở thành bán nguyệt san. Ngày 2 tháng 9 năm 2006, chuyên trang Tuổi Trẻ Cười phiên bản Web đầu tiên ra mắt bạn đọc.
Theo đà phát triển, tờ báo tăng lên 40 trang vào ngày 1 tháng 9 năm 2010. Đến ngày 2 tháng 9 năm 2019, Tuổi Trẻ Cười Online chạy phiên bản thử nghiệm.

## Chỉ trích

### Nội dung gây xúc phạm
Ngày 23 tháng 9 năm 2020, trang phụ trương Tuổi Trẻ Cười của báo điện tử Tuổi Trẻ đã đăng tiểu phẩm "Ứng dụng lễ chùa, nạp tiền được phù hộ cả tháng" vẽ hình Đức Phật và hai tín đồ đang cầu nguyện. Hành động trên khiến dư luận Phật tử vô cùng bức xúc và cho rằng bài viết đã xúc phạm Đức Phật, va chạm đến Giáo hội Phật giáo Việt Nam, văn hóa lễ chùa của Phật tử, định hướng dư luận nhìn nhận ngôi chùa như là một hình thái thương mại hóa tôn giáo, làm tổn thương đến niềm tin của tín đồ Phật tử và những người có tình cảm với đạo Phật. Trước sự việc này, 5 ngày sau, Tòa soạn Tuổi Trẻ Cười online đã cho rút lại bài viết và đăng tải lời xin lỗi trên trang phụ trương Tuổi Trẻ Cười.